# Schwarzweiße Kegelschnecke
Der Hebräische Kegel oder die Schwarzweiße Kegelschnecke (Conus ebraeus) ist eine Schnecke aus der Familie der Kegelschnecken (Gattung Conus), die im Indopazifik und an der Pazifikküste Mittelamerikas lebt und Vielborster frisst.

## Merkmale
Der Körperumgang des Schneckenhauses von Conus ebraeus ist breit kegelförmig und leicht konvex. Bei ausgewachsenen Schnecken erreicht das Haus eine Länge von 2,5 bis 6,2 cm. Die Grundfarbe des Gehäuses ist weiß. Die Oberfläche des Körperumganges hat drei bis vier spiralig verlaufende Reihen schwarzer, viereckiger (oft parallelogrammförmiger), länglicher Flecken. Die Windungsumgänge haben eine ähnliche weiß-schwarze Zeichnung. Das Gewinde bildet einen flachen Kegel, der leicht konvex sein kann. Das Periostracum ist gelblich olivgrün, dünn, durchscheinend und glatt.
Die Oberseite des Fußes ist schwarz mit einer beigefarbenen Zone entlang des mittleren und hinteren Fußrandes und einem roten vorderen Rand. Der Kopf ist schwarz, die Fühler rot. Der Sipho ist schwarz mit roter Spitze oder rostrot mit schwarzen Flecken und hellerer Spitze. Die Fußsohle ist gelbbraun.

## Verbreitung
Die Schwarzweiße Kegelschnecke tritt in einem Großteil des Indischen und des Pazifischen Ozeans einschließlich der Pazifikküste Mittelamerikas auf, fehlt jedoch im Roten Meer.

## Lebensraum
Schwarzweiße Kegelschnecken leben auf Felssimsen in der Gezeitenzone der Küste oder in Korallenriffen bis 3 Meter Tiefe.

## Lebenszyklus
Wie alle Kegelschnecken ist Conus ebraeus getrenntgeschlechtlich, und das Männchen begattet das Weibchen mit seinem Penis. Aus den Eikapseln schlüpfen Veliger-Larven, die wiederum eine Metamorphose zur Schnecke durchmachen. Die Eikapseln sind 7 bis 10 mm mal 6 bis 10 mm groß. Eine Kapsel enthält 1500 bis 3000 Eier, die einen Durchmesser von 170 bis 180 µm haben. Hieraus wird zurückgeschlossen, dass die pelagische Periode der Veliger mindestens 25 bis 26 Tage dauert.

## Nahrung
Schwarzweiße Kegelschnecken fressen errante Polychaeten, die mittels einer Harpune mit einem giftigen Radulazahn getötet werden. Zur Hauptbeute von Conus ebraeus gehören in großen Teilen des Indischen Ozeans und westlichen Pazifiks (z. B. Malediven, Great Barrier Reef, Okinawa, Guam) Borstenwürmer der Familie Eunicidae (z. B. Eunice cariboea, Lysidice collaris und Arten der Gattung Palola), um Hawaii und die Seychellen besteht die Beute dagegen vor allem aus Vertretern der Familie Nereididae (z. B. Perinereis helleri). Nach Untersuchungen im östlichen Indischen Ozean werden in flacheren Lebensräumen auf Kalkstein bis 3 m Tiefe bevorzugt Nereididae gefressen, während bei einer Meeresstation nahe der Küste Sumateras nur kleine Schwarzweiße Kegelschnecken Nereididae fraßen, ab einer Gehäusegröße von 3 cm jedoch fast ausschließlich den im Sand grabenden, vergleichsweise großen Euniciden Palola siciliensis, wobei hinreichend große Nereiden hier nicht vorkommen.

## Bedeutung für den Menschen
Conus ebraeus ist auf Grund seiner gemusterten Gehäuse ein beliebtes Sammlerobjekt, so dass der Mensch als ein Hauptfeind gelten kann. Er wird allerdings nicht in der Roten Liste aufgeführt.